# Campsicnemus lawakua
Campsicnemus lawakua är en tvåvingeart som beskrevs av Neal L. Evenhuis 2003. Campsicnemus lawakua ingår i släktet Campsicnemus och familjen styltflugor. Inga underarter finns listade i Catalogue of Life.